# NGC 4075
NGC 4075 é uma galáxia espiral (S0-a) localizada na direcção da constelação de Virgo. Possui uma declinação de +02° 04' 22" e uma ascensão recta de 12 horas, 04 minutos e 37,8 segundos.
A galáxia NGC 4075 foi descoberta em 14 de Abril de 1828 por John Herschel.